# دانيال بيرنهاردت
دانيال بيرنهاردت (بالألمانية: Daniel Bernhardt)‏ (21 أغسطس 1985 بكارلسروه في ألمانيا - ) هو لاعب كرة قدم ألماني في مركز حراسة المرمى. لعب مع نادي آلن ونادي هوفنهايم وASV Durlach ‏.

## روابط خارجية
- دانيال بيرنهاردت على موقع قاعدة بيانات كرة القدم.إي يو (الإنجليزية)
- دانيال بيرنهاردت على موقع Soccerway.com (الإنجليزية)
- دانيال بيرنهاردت على موقع عالم كرة القدم.نت (الإنجليزية)